# Management starosti
Management starosti (ang. age management) je vseobsegajoči program obvladovanja starosti in staranja, ki postaja čedalje prioritetnejša naloga držav na nacionalni in globalni ravni. Sodobna družba z velikim deležem starega prebivalstva stremi k celovitemu obvladovanju kompleksnih nalog na individualni in družbeni ravni. Management starosti skuša biti odgovor družbe na prednosti in slabosti staranja populacije, ki naj bi doprinesel k obvladovanju problema staranja kot enega največjih izzivov sodobnega sveta. Beseda management pomeni vodenje, upravljanje, gospodarjenje. Izraz je v zadnji letih postal velikokrat uporabljena tujka v sodobnem svetu, tako na ekonomskem kot tudi na organizacijskem področju. Kot navajata Dimovski in Žnidaršič, gre v širšem pomenu pri menedžmentu starosti za premišljeno gospodarjenje in upravljanje s starostjo in staranjem prebivalstva, za posameznikovo organiziranje lastnega življenja v starosti, za organiziranje družbeno ekonomskih razmer, kjer bodo ljudje tretje generacije upravljali s svojimi potenciali v lastno korist in v korist družbe, za organiziranje družbenih razmer, ki bodo omogočile tretji generaciji vključevati njene zmožnosti v družbeno delitev dela, sodobnim družbam in državam pa obvladovanje perečih nalog starajočega se prebivalstva. V  ožjem pomenu menedžment starosti pomeni načrtovanje in udejanjanje strategije aktivnega staranja na ravni organizacije, ki se osredotoča na stalno vključenost starejših zaposlenih v delovnem okolju in podaljšanje njihovega aktivnega obdobja življenja. Menedžment starosti na ravni organizacije vključuje: 1) politiko zaposlovanja in upokojevanja starejših; 2) usposabljanje, razvoj in napredovanje starejših zaposlenih; 3) razvijanje fleksibilnih oblik dela; 4) oblikovanje delovnih mest po meri starejših in 5) spreminjanje stališč v zvezi s starejšimi zaposlenimi.
Obstajajo trije stebri managementa starostnikov: 1) individualna raven, ki zajema tradicijo, kulturo, spol, zdravje in socialno varnost; 2) organizacijska raven, ki vsebuje management starosti, spreminjanje stereotipov, zdravstveno preventivo in kurativo, sinergijo in politiko zaposlovanja; 3) družbena raven, ki zajema nediskriminacijo, politiko zaposlovanja, vseživljenjsko učenje, zdravstveni sistem in promocijo aktivnega staranja.

## Organizacije in ukrepi
Pomembno je, da organizacije delujejo v smeri udejanjanja managementa starosti. V eni izmed analiz na tem področju se je izkazalo, da v slovenskih organizacijah že izvajajo določene ukrepe, in sicer: 1) v oglasih se ne pojavljajo diskriminatorne starostne omejitve; 2) spodbujanje oblikovanja starostno mešanih oziroma raznolikih delovnih timov ter sodelovanje starejših in mlajših sodelavcev; 3) s starostjo povezani zdravstveni pregledi: skrb za preventivo in kurativo; 4) identifikacija zdravstveno rizičnih delovnih mest in ocenitev tveganja za posamezne (starejše) zaposlene; 5) komuniciranje z zaposlenimi o načrtih za upokojitev; 6) stalna komunikacija z zaposlenimi glede njihovih namenov in želja po podaljševanju delovne aktivnosti – tudi preko starostne meje za upokojitev; 7) identificiranje, zadrževanje in prenos ključnih znanj starejših; 8) oprostitev opravljanja nadur za starejše delavce. 
Najmanj pogosto udejanjani ukrepi so: 1) promocija strategij aktivnega staranja in politik menedžmenta starosti v organizacijah; 2) izobraževanje vodstva o menedžmentu starosti; 3) podaljšani dopusti namenjeni gradnji kariere; 4) opcija: prerazporeditev starejših zaposlenih na nižje ravni – nižja plača, lažje delo in manjša odgovornost; 5) fleksibilne delovne prakse (delo na domu, zgostitev delovne obveznosti na 4 dni v tednu ipd.)

## Zaposljivost starejših posameznikov
Razmerje med delovno aktivnim in neaktivnim prebivalstvom se spreminja, saj se v družbi povečuje delež posameznikov v starosti nad 65 let in več, medtem ko se število rojstev manjša.  To vodi v zmanjšanje števila delovnih mest in velja za nov trend razvoja moderne družbe. Banovšek povzema, da nas ta pojav sili k zvišanju upokojitvene starosti, prav tako pa tudi širi trg dela na starejšo populacijo . Brezposelni v starosti od 50 do 64 let spadajo v skupino težko zaposljivih. Zavod za zaposlovanje in druge organizacije bi morale vložiti veliko truda in energije, da bi se zvišala stopnja zaposlenosti v tem starostnem razredu. Poskrbeti bi bilo potrebno za boljšo izobraženost starejših, njihovo pripravljenost za iskanje zaposlitve, omogočiti nediskriminacijo zaradi starosti, zagotoviti dobro sodelovanje s podjetji in povečati njihovo motiviranost za zaposlovanje brezposelnih v starosti nad 50 let. Takšno izboljšanje bi pomenilo tudi večjo skladnost z zahtevami Evropske unije.
Vendar pa lahko razloge za nezaposljivost najdemo tudi na strani brezposelnih. Posamezniki z nizko stopnjo izobrazbe se težko vnovič vključijo v izobraževanje ali usposabljanje. Ta težava je najbolj opazna v vzhodnoevropskih državah, medtem ko je na zahodu vseživljenjsko učenje uveljavljeno tudi v praksi. V državah srednje Evrope so izkušnje pri zaposlovanju starejših precej podobne. Te države v večini zvajajo osnovne tečaje, kjer skušajo izboljševati samopodobo starejših brezposelnih ter jih spodbujati k iskanju zaposlitve, trudijo se razširiti znanje in izobrazbo teh posameznikov, pri čemer upoštevajo povpraševanje na trgu dela, poleg tega pa posebej obravnavajo vse tiste, ki se želijo neposredno zaposliti. Spodbujajo samozaposlovanje, vendar pri starejših ta rešitev ni vedno najboljša, saj ti posamezniki težje razvijajo podjetniško miselnost, kot pa mlajši ljudje.

## Brezposelnost starejših v Sloveniji
Spodnji podatki prikazujejo povprečno število brezposelnih oseb nad 50 let, ki so bile registrirane od leta 2010 do leta 2014:
- leto 2010 - 376 795 oseb,
- leto 2011 - 468 222 oseb,
- leto 2012 - 458 534 oseb,
- leto 2013 - 467 262 oseb,
- leto 2014 - 447 643 oseb.[6]

## Model po Ilmarinenu
S problematiko staranja prebivalstva se srečujejo tudi druge države Evropske unije. Eden izmed modelov, ki kaže, kako se lotiti zniževanja brezposelnosti starejših, je model, ki ga je ustvaril avtor Ilmarinen. Model je sestavljen iz treh korakov: 1) boljše delovne zmožnosti za vse zaposlene; 2) boljši pogoji za zaposlitev; 3) večja zaposljivost. Šele ko je izpolnjen predhodni pogoj, se lahko posameznik premakne na naslednji korak.
1. Prvi korak – delovne zmožnosti
Tu avtor govori o dinamičnem delovnem procesu, ki se spreminja skozi celotno delovno obdobje posameznika. Gre za nenehno razvijanje trga, nove stvari, potrebe in povpraševanje. Podjetje se mora vsemu temu prilagajati, sicer v razvoju začne zaostajati.
2. Drugi korak – zaposljivost
Ta korak opisuje vse ukrepe, ki so potrebni za povečanje stopnje zaposljivosti brezposelnih v starosti nad 50 let. Zajema vsa najpomembnejša področja, ki jih je treba spremeniti, da bi dosegli višjo stopnjo zaposlenosti brezposelnih starejših. Ti ukrepi so: 
- delovna mesta bi starejšim morala biti na razpolago,
- možnosti za izpopolnjevanje znanj,
- uskladitev izstopnih pogojev s trga dela za starejše, med katere sodijo tudi pogoji za upokojevanje in predčasno upokojevanje,
- prilagoditev socialnih in zdravstvenih storitev starejšim,
- odprava diskriminacije zaradi starosti.

3. Tretji korak – zaposlitev
Pri tem koraku gre za izpolnitev vseh pogojev, da se zniža brezposelnost oseb v starosti nad 50 let. Ta koncept se še razvija, vendar analize kažejo na dobre rezultate. Gre za pozitivne lastnosti in infrastrukturo, ki so nujno potrebni za boljše možnosti pri zaposlovanju za vse starostne skupine. Sodobni koncepti in izkušnje kažejo, da obstajata dva glavna procesa, ki imata vpliv na stopnjo zaposlenosti starejših delavcev, to sta sposobnost dela in razvoj zaposljivosti.